# Camp Cove Island
Camp Cove Island är en ö i Kanada.  Ön ligger i viken Chesterfield Inlet på västra sidan av Hudson Bay i territoriet Nunavut, i den östra delen av landet, 2 200 km nordväst om huvudstaden Ottawa. 
Trakten runt Camp Cove Island består i huvudsak av gräsmarker. Trakten runt Camp Cove Island är nära nog obefolkad, med mindre än två invånare per kvadratkilometer.